# Amores de historia
Amores de historia fue un unitario argentino, que se emitió los domingos a las 21:00 por Canal 9, desde el 30 de septiembre hasta el 23 de diciembre de 2012. Es uno de los unitarios ganadores de los concursos del INCAA y CDA (Contenidos Digitales Abiertos), protagonizado por un elenco rotativo.

## Episodios y elenco
| #       | Título original                                  | Elenco                                                                        | Dirección        | Guion                            | Índice de audiencia |
| ------- | ------------------------------------------------ | ----------------------------------------------------------------------------- | ---------------- | -------------------------------- | ------------------- |
| 1       | «Marta y Leandro (2 de abril de 1997)»           | Soledad Silveyra y Gonzalo Heredia Con Marina Glezer.                         | Martín Desalvo   | Marisa Quiroga                   | 1.7                 |
| 2       | «Kumi y Ariel (18 de julio de 1994)»             | Carolina Peleritti y Martín Pavlovsky Con Nacho Gadano.                       | Pablo Fischerman | Francisco Varone                 | 1.6                 |
| 3       | «Clelia y Jerónimo (10 de noviembre de 1967)»    | Mercedes Morán y Osmar Núñez Con Pompeyo Audivert (dramaturgo).               | Pablo Fischerman | Marisa Quiroga                   | 2.7                 |
| 4       | «Andrés y Leticia (1 de julio de 1974)»          | Moro Anghileri y Camilo Vitale Con Gonzalo Heredia y Gabo Correa.             | Pablo Fischerman | Pablo Fischerman                 | 2.3                 |
| 5       | «David y Lina (24 de marzo de 1976)»             | Ailín Salas y Rodrigo Noya Con Luis Ziembrowski.                              | Martín Desalyo   | Martiniano Cardoso               | 2.7                 |
| 6       | «Claudio y Adrián (14 de julio de 2010)»         | Gerardo Chendo, Matías Marmorato y Sebastián Pajoni                           | Martín Desalvo   | Andrés Alvarado Federico Viescas | 1.7                 |
| 7       | «Jorge y Delia (29 de mayo de 1969)»             | Victoria Almeida y Andrés Irusta Con Graciela Stéfani y Marcos "Bicho" Gómez. | Martín Desalvo   | Marisa Quiroga                   | 2.1                 |
| 8       | «Mario y Sofía (19 de diciembre de 2001)»        | Alejandra Flechner y Jorge Suárez Con Hugo Arana.                             | Martín Desalvo   | Andrés Alvarado Federico Viescas | 1.9                 |
| 9       | «Mercedes y Alejandro (10 de diciembre de 1983)» | Valentina Bassi y Sergio Surraco Con Lautaro Delgado.                         | Martín Desalvo   | Marisa Quiroga                   | 1.2                 |
| 10      | «Lucio, Eliana y Carlos (23 de abril de 1995)»   | Roberto Vallejos y Sofía Elliot Con Nicolás Goldschmidt.                      | Martín Desalvo   | Andrés Alvarado Federico Viescas | 1.2                 |
| 11      | «Ernesto y Fátima (1975)»                        | Michel Noher y Mora Recalde Con Vando Villamil.                               | Martín Desalvo   | Martiniano Cardoso               | 1.2                 |
| 12 y 13 | «Dardo y Cristina (28 de septiembre de 1966)»    | Inés Palombo y Estanislao Silveyra Con Gabo Correa y Héctor Díaz.             | Javier Nir       | Andrés Alvarado Federico Viescas | 2.7                 |